# Constantina Diță
Constantina Diță-Tomescu, romunska atletinja, * 23. januar 1970, Turburea, Romunija.
Nastopila je na poletnih olimpijskih igrah v letih 2004, 2008 in 2012, največji uspeh kariere je dosegla leta 2008 z osvojitvijo naslova olimpijske prvakinje v maratonu. Leta 2005 je na svetovnem prvenstvu osvojila bronasto medaljo v isti disciplini. Leta 2004 je osvojila Chicaški maraton.